# Olivier Py
Pour les articles homonymes, voir Py.
Olivier Py, né le 24 juillet 1965 à Grasse, est un dramaturge, metteur en scène, écrivain, acteur et réalisateur français.
Il a été directeur du festival d'Avignon de 2013 à 2022. Il dirige le théâtre du Châtelet depuis 2023.

## Biographie

### Jeunesse et formation
Né en France, il déclare que sa famille est pied-noir, selon son court-métrage Méditerranées, documentaire autobiographique réalisé à partir de vieux films de super 8 qu'il a retrouvés et fait restaurer, et qu'il a eu une enfance heureuse.
Après des études à l'Institut Stanislas de Cannes (baccalauréat C) et une préparation en hypokhâgne et khâgne au lycée Fénelon, il entre à l'École nationale supérieure des arts et techniques du théâtre puis, en 1987, au Conservatoire national supérieur d'art dramatique. Olivier Py a également étudié la théologie.

### Carrière professionnelle
Il fait ses débuts sur scène dans L'Écume des jours au Festival Avignon Off en 1985. En 1988, sa première pièce, Des oranges et des ongles, est créée au théâtre Essaïon. La même année, il fonde sa propre compagnie « L'Inconvénient des boutures » et assure la mise en scène de ses textes. En 1995, il est révélé au grand public au Festival d'Avignon (In) par une pièce de vingt-quatre heures, La Servante, avant de revenir deux ans plus tard dans la Cour du Palais des Papes avec Le Visage d'Orphée. Il y reviendra en 2005, pour son spectacle Les Vainqueurs.

#### Auteur
Son œuvre publiée se situe sous l'influence de Paul Claudel et Jean Genet. Son style embrasse toutes les formes de la création théâtrale : comédie, poème épique, tragédie, théâtre pour enfants. La prose laisse de temps à autre la place aux vers ou à des chansons. Son écriture, volontiers lyrique laisse aussi une grande part à la dérision et à la farce. Il ose des formats hors-normes où s'enchaînent plusieurs pièces .
Le théâtre d’Olivier Py est un théâtre de l’excès, un excès lyrique et revendiqué comme tel, de sorte qu’il suscite souvent de vives réactions. L’auteur crée son théâtre servi par la complicité d'acteurs qui le suivent fidèlement depuis des années, notamment Michel Fau, Philippe Girard, Olivier Balazuc, Samuel Churin, Élizabeth Mazev, Bruno Sermonne, Mireille Herbstmeyer.
Il est également l'auteur de quatre romans dont Paradis de tristesse, et d'ouvrages théoriques comme Les Mille-et-une définitions du théâtre.
En 2016, il publie Les Parisiens que le magazine culturel Transfuge qualifie de « roman total » et d'« un des grands livres de la rentrée ». Le magazine lui décernera d'ailleurs le prix Transfuge du meilleur roman français.

#### Directeur
Prenant la suite de Stéphane Braunschweig en 1998, il est nommé en 1997 directeur du Centre dramatique national d'Orléans où il crée un grand nombre de spectacles marquants : L'Apocalypse joyeuse, Requiem pour Srebrenica, Les Vainqueurs...
Il est de mars 2007 jusqu'à mars 2012 directeur du théâtre national de l’Odéon où il crée plusieurs de ses œuvres dont La Vraie Fiancée et Les Enfants de Saturne ainsi que l'intégrale du théâtre d'Eschyle.
Proposé par le ministre de la Culture, Frédéric Mitterrand, et le maire d'Avignon, Marie-Josée Roig, il est directeur du festival d'Avignon à partir de septembre 2013. Sa nomination est validée par le conseil d'administration du festival, les représentants du conseil général et du conseil régional ayant néanmoins voté contre sa candidature « pour protester contre des pratiques qu'ils jugent délétères ». Neuf ans plus tard, son bilan à Avignon est en demi-teinte ; au moment de son départ en 2022, Fabienne Darge du Monde regrette qu'il ait écarté les grands créateurs européens qui étaient très présents dans les programmations précédentes de Vincent Baudriller et Hortense Archambault, au profit de sa propre production, qu'elle qualifie d'« ornière artistique ».
En 2023, il est nommé directeur du théâtre du Châtelet par Anne Hidalgo, maire de Paris,. Sa nomination, jugée « étonnante », provoque « des remous au sein de la mairie de Paris » : l'élue écologiste Alice Coffin, membre du jury, critique « une décision qui va contre l’avis du comité de sélection », au détriment de « deux femmes aux excellents dossiers », à savoir Valérie Chevalier et Sandrina Martins. Carine Rolland, adjointe à la mairie de Paris chargée de la culture, dément et assure qu’il « a été nommé à une majorité écrasante, à deux voix près ».
Dans une enquête, Télérama révèle qu'Anne Hidalgo est « passée en force » et que « le CV et le réseau d’Olivier Py semblent avoir tout emporté » face aux deux candidates « retenues par le conseil d’administration au terme de la procédure de sélection ». Pour la journaliste Anne Diatkine de Libération, « cela confirme (...) la thèse que les grosses institutions reviennent très majoritairement à la gent masculine, et que lorsqu’on a été en place, on le reste, on s’agrippe, quel que soit son bilan ».

#### Metteur en scène
Il mène parallèlement une carrière internationale de metteur en scène d'opéra. L'Avant-scène opéra lui consacre un numéro spécial qui fait la rétrospective d'une trentaine de ses productions, parmi lesquelles un Tristan und Isolde et la création à l'Opéra de Paris de Mathis der Maler. L'ensemble de ses créations au théâtre et à l'opéra - soit plus de quarante spectacles - est l'œuvre de la complicité qu'il entretient avec son scénographe et costumier Pierre-André Weitz.
En tant que directeur du festival d'Avignon, il présente, entre autres, en 2014, sa pièce Orlando ou l'impatience et, en 2015, en ouverture dans la cour d'honneur, une mise en scène de sa propre traduction du Roi Lear de Shakespeare qui divise le public. La critique est sévère, décrivant la pièce comme « un désastre » et jugeant la mise en scène « paresseuse » et « boursouflée »,. La pièce est retransmise sur France 2 et réalise « l'une des pires audiences de la chaîne »[réf. nécessaire].
Salué pour son intégrale du Soulier de Satin de Paul Claudel (avec Jeanne Balibar et Sissi Duparc) et ses mises en scène à l'opéra, il est lauréat de la Fondation Beaumarchais, Prix Nouveau Talent Théâtre SACD en 1996 et Prix Jeune Théâtre de l'Académie française.

### Prises de position politiques
En 1995, dénonçant la passivité des pays occidentaux dans la guerre de Bosnie-Herzégovine, il effectue, avec Ariane Mnouchkine et François Tanguy, une grève de la faim d'un mois.
Il s'exprime en faveur des immigrés clandestins.
En décembre 2012, dans le cadre du débat sur le mariage homosexuel en France, Olivier Py, qui n’a jamais caché son homosexualité, publie, dans le quotidien Le Monde, une tribune intitulée « Intolérable intolérance sexuelle de l'Église », dans laquelle il critique la position officielle de l'Église catholique tout en se déclarant chrétien convaincu.
À l'issue du premier tour des élections municipales de 2014 à Avignon, où la liste du Front national arrive en tête, il déclare : « Je n’envisage que deux solutions possibles : soit je démissionne et on nomme un nouveau directeur, soit on délocalise le festival dans une autre ville ». Sa déclaration suscite des commentaires critiques dans la presse,.
En février 2017, il fait partie des artistes signant dans Libération une tribune de soutien à Théo Luhaka qui formule des pistes de réflexion pour améliorer l'exercice des forces de l'ordre.

## Spectacles
Sauf indication contraire ou complémentaire, les informations mentionnées dans cette section peuvent être confirmées par la base de données Les Archives du spectacle.

### Comédien
- 1990 : Le Nouveau Menoza de Jakob Lenz, mise en scène François Rancillac, Festival d'Avignon
- 1991 : Richard II de William Shakespeare, mise en scène Éric Sadin, théâtre de l'Athénée-Louis-Jouvet
- 1992 : Les Parisiens de Pascal Rambert, mise en scène Pascal Rambert, théâtre d'Aubervilliers, Polyeucte de Corneille, mise en scène François Rancillac, théâtre de Gennevilliers
- 1993 : Ondine de Jean Giraudoux, mise en scène François Rancillac, théâtre du Peuple de Bussang
- 1994 : Le Malade imaginaire de Molière, mise en scène Jean-Luc Lagarce, théâtre de Belfort
- 1995 : Les Drôles d'Élizabeth Mazev, mise en scène Olivier Py, théâtre de la Bastille
- 1997 : Nous, les héros de Jean-Luc Lagarce, mise en scène Olivier Py, théâtre de la Rochelle[26]
- 1997 : Le Visage d'Orphée, Centre dramatique national Orléans-Loiret-Centre, Festival d'Avignon Nanterre Amandiers
- 2003 : Le Soulier de satin de Paul Claudel, Centre dramatique national Orléans-Loiret-Centre, théâtre national de Strasbourg, théâtre de la Ville, Grand Théâtre de Genève, Festival international d'Édimbourg en 2004
- 2006 : Illusions comiques, Centre dramatique national Orléans-Loiret-Centre, Théâtre du Rond-Point, CDDB-Théâtre de Lorient,
- 2007 : Illusions comiques, théâtre national de Strasbourg, théâtre du Nord, TNBA, théâtre de Sartrouville et des Yvelines, Comédie de Reims, Odéon-Théâtre de l'Europe, théâtre Dijon-Bourgogne, Comédie de Valence, TNP Villeurbanne, théâtre du Gymnase, tournée
- 2008 : Illusions comiques, Comédie de Genève, tournée
- 2008 : L'Orestie d'Eschyle, Odéon-Théâtre de l'Europe, le veilleur
- 2009 : Les Enfants de Saturne, Odéon-Théâtre de l'Europe Ateliers Berthier
- 2012 : Prométhée enchaîné d'Eschyle, Odéon-Théâtre de l'Europe Ateliers Berthier

### Œuvres écrites et mises en scène
- 1988 : Des oranges et des ongles
- 1990 : Gaspacho, un chien mort, théâtre en Actes, Festival du Jeune Théâtre d'Alès
- 1991 : La Femme canon et le Bouquet final
- 1992 : Les Aventures de Paco Goliard, théâtre des Halles Festival d'Avignon, théâtre de la Bastille
- 1992 : La Nuit au cirque
- 1992 : La Chèvre
- 1995 : La Panoplie du squelette, Maison des arts et de la culture de Créteil
- 1995 : La Servante (histoire sans fin), cycle de 5 pièces et 5 dramaticules d'une durée totale de 24 heures, présenté en intégrale au Festival d'Avignon 1995 et repris à la Manufacture des œillets à Ivry-sur-Seine en 1996
- 1996 : Apologétique, montage d'après les éditoriaux de programmes de saisons théâtrales, Festival d'Avignon, théâtre national de la Colline en 1997
- 1997 : La Jeune Fille, le Diable et le Moulin, d'après La Jeune Fille sans mains de Frères Grimm
- 1997 : L'Architecte et la Forêt pastorale noire, théâtre national de Nice, Nouveau théâtre d'Angers
- 1997 : Le Visage d'Orphée, Centre dramatique national Orléans-Loiret-Centre, Festival d'Avignon
- 1998 : Requiem pour Srebrenica, Centre dramatique national Orléans-Loiret-Centre, théâtre Nanterre-Amandiers, Festival d'Avignon
- 1999 : L'Eau de la vie, d'après les Frères Grimm, Nouveau théâtre d'Angers, Centre dramatique national Orléans-Loiret-Centre, Festival d'Avignon, théâtre Nanterre-Amandiers
- 2000 : L'Apocalypse joyeuse, Centre dramatique national Orléans-Loiret-Centre, Festival d'Avignon, théâtre Nanterre-Amandiers en 2001
- 2000 : Le Cabaret de Miss Knife
- 2001 : Au monde comme n'y étant pas
- 2001 : L'Exaltation du labyrinthe
- 2001 : Épître aux jeunes acteurs pour que soit rendue la parole à la parole
- 2003 : Jeunesse
- 2004 : Le Vase de parfums, livret d'opéra
- 2004 : Faust nocturne
- 2005 : Miss Knife chante Olivier Py, Festival d'Avignon
- 2005 : Les Vainqueurs, Festival d'Avignon
- 2006 : L'Énigme Vilar, clôture du 60e Festival d'Avignon, Cour d'honneur du Palais des papes, hommage à Jean Vilar
- 2006 : La Grande Parade de Py, théâtre du Rond-Point, ensemble de 6 spectacles : L'Eau de la vie, La Jeune Fille, le diable et le moulin, Épître aux jeunes acteurs, Les Vainqueurs, chansons du paradis perdu et une nouvelle création : Illusions comiques
- 2006 : Illusions comiques, Centre dramatique national Orléans-Loiret-Centre, théâtre du Rond-Point, CDDB-Théâtre de Lorient, Odéon-Théâtre de l'Europe
- 2005 : L'Eau de la vie, théâtre du Rond-Point
- 2008 : La Vraie Fiancée, d'après les Frères Grimm, Odéon-Théâtre de l'Europe Ateliers Berthier [27]
- 2009 : Les Enfants de Saturne, Odéon-Théâtre de l'Europe Ateliers Berthier
- 2011 : Adagio (Mitterrand, le secret et la mort), Odéon-Théâtre de l'Europe
- 2011 : Die Sonne (Le Soleil), Volksbühne am Rosa-Luxemburg-Platz, Berlin, Allemagne
- 2014 : La Jeune Fille, le Diable et le Moulin, d'après les frères Grimm. Nouvelle mise en scène.
- 2014 : Orlando ou l'impatience, La Fabrica, Festival d'Avignon 2014, Avignon, France
- 2019 : L'Amour vainqueur, La Fabrica, Festival d'Avignon 2019, Avignon, France
- 2020 : Hamlet à l'impératif, Festival d'Avignon 2020, Avignon, France
- 2022 : Ma jeunesse exaltée, Festival d'Avignon 2022, Avignon, France

### Mises en scène d'autres auteurs
- 1989 : Mon père qui fonctionnait par périodes culinaires et autres d'Élizabeth Mazev, Théâtre 71
- 1993 : Les Drôles d'Élizabeth Mazev, théâtre de la Bastille
- 1996 : Miss Knife et sa baraque chantante, Cabaret, Festival d'Avignon
- 2001 : Les contes d’Hoffmann, Jacques Offenbach, Grand Théâtre de Genêve, Suisse
- 2003 : Le Soulier de satin de Paul Claudel, Centre dramatique national Orléans-Loiret-Centre, TNS, théâtre de la Ville, Grand Théâtre de Genève, Grand Théâtre de Caen, Festival d'Édimbourg en 2004
- 2006: A Cry from Heaven de Vincent Woods
- 2008 : L'Orestie d'Eschyle, Odéon-Théâtre de l'Europe
- 2008 : La Vraie Fiancée, La Jeune Fille, le Diable et le Moulin et L'Eau de la vie des frères Grimm, Odéon-Théâtre de l'Europe Ateliers Berthier
- 2009 : Les Sept contre Thèbes d'Eschyle, Odéon-Théâtre de l'Europe
- 2009 : Le Soulier de satin de Paul Claudel, Odéon-Théâtre de l'Europe
- 2010 : Les Suppliantes d'Eschyle, Odéon-Théâtre de l'Europe
- 2011 : Trilogie Eschyle : Les Sept contre Thèbes, Les Suppliantes, Les Perses (création) d'après Eschyle, Odéon-Théâtre de l'Europe, tournée
- 2011 : Roméo et Juliette de William Shakespeare, Odéon-Théâtre de l'Europe
- 2012 : Prométhée enchaîné d'Eschyle, Odéon-Théâtre de l'Europe Ateliers Berthier
- 2013 : Vitrioli de Yannis Mavritsakis, au théâtre national de Grèce, présenté au Festival d'Avignon 2014
- 2015 : Le Roi Lear de William Shakespeare, Cour d'Honneur du Palais des Papes, Festival d'Avignon 2015, Avignon, France

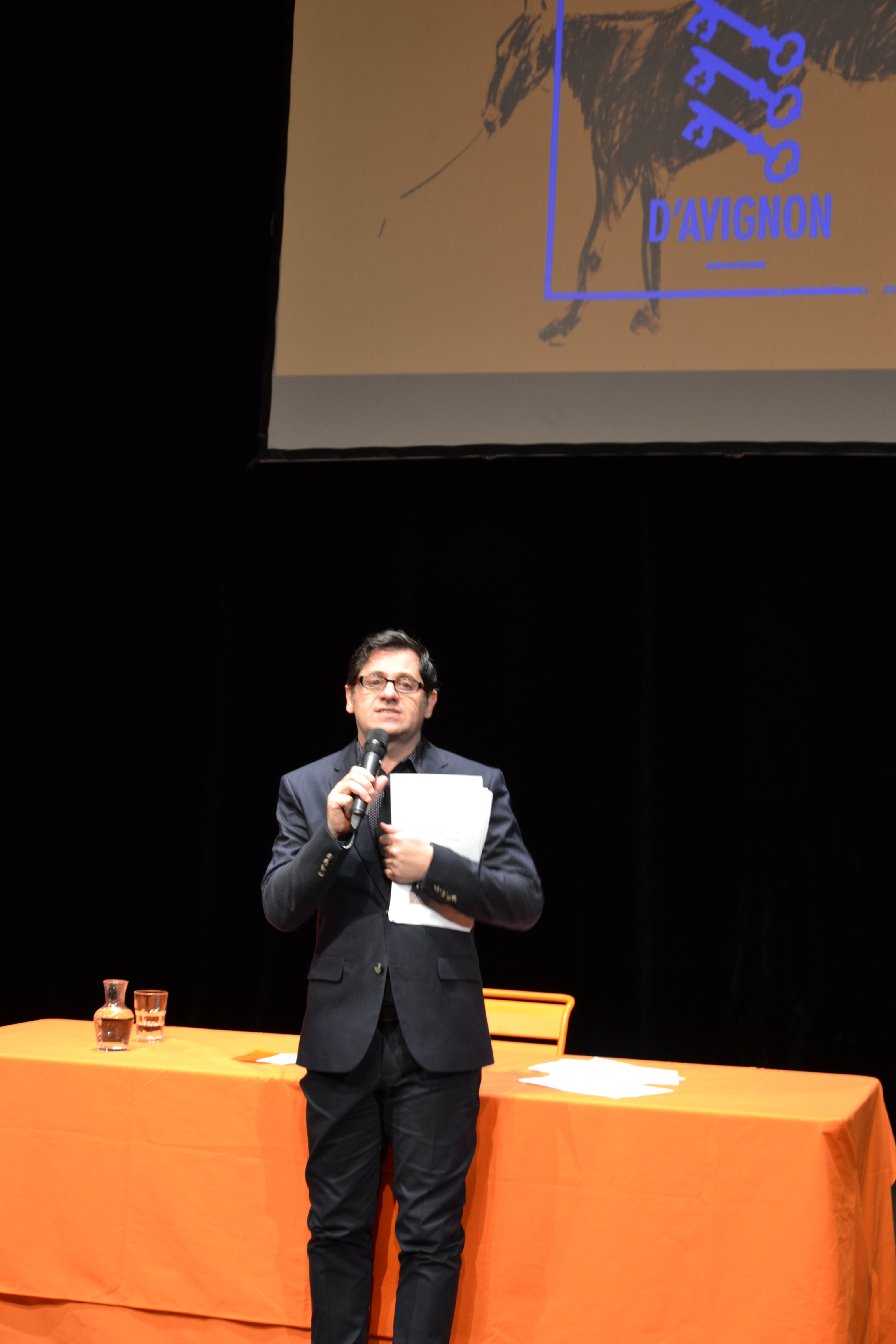
Conférence de presse du Festival d'Avignon

### Mises en scène d'opéras
- 1999 : Der Freischütz de Carl Maria von Weber (Opéra national de Lorraine)
- 2003 : La Damnation de Faust d'Hector Berlioz (Grand Théâtre de Genève)
- 2004 : Le Vase de parfums, musique de Suzanne Giraud, livret d'Olivier Py (théâtre de la Ville et Angers-Nantes Opéra)
- 2004 : Jeanne d'Arc au bûcher de Arthur Honegger, livret de Paul Claudel (Festival international d'Édimbourg)
- 2005 : Tristan und Isolde de Richard Wagner (Grand Théâtre de Genève) (DVD éd. Bel Air Classiques)
- 2005 : Tannhäuser de Wagner (Grand Théâtre de Genève)
- 2006 : Curlew River de Benjamin Britten (Édimbourg)
- 2007 : Pelléas et Mélisande de Claude Debussy (théâtre académique musical de Moscou)
- 2008 : The Rake's Progress d'Igor Stravinsky (Opéra national de Paris ; Opéra Garnier)
- 2008 : La Trilogie du diable : Der Freischütz , Les Contes d'Hoffmann (DVD : Bel Air Classiques) et La Damnation de Faust (Grand Théâtre de Genève)
- 2008 : Les Contes d'Hoffmann de Jacques Offenbach (Grand Théâtre de Genève)
- 2008 : Curlew River de Benjamin Britten (théâtre des Célestins, direction musical: Garry Walker (en))
- 2009 : Idomeneo, re di Creta de Wolfgang Amadeus Mozart (Festival d'Aix-en-Provence ; théâtre de l'Archevêché)
- 2010 : Lulu d'Alban Berg (Grand théâtre du Liceu) (DVD: Deutsche Grammophon)
- 2010 : Roméo et Juliette de Charles Gounod (Opéra national des Pays-Bas, direction musicale : Marc Minkowski)
- 2010 : Mathis der Maler de Paul Hindemith (Opéra national de Paris : Opéra Bastille)
- 2011 : Les Huguenots de Giacomo Meyerbeer (La Monnaie, direction musicale : Marc Minkowski / Opéra national du Rhin et La Filature)
- 2012 : Hamlet d'Ambroise Thomas (Theater an der Wien, direction musicale : Marc Minkowski)
- 2012 : Carmen de Georges Bizet (Opéra de Lyon)[28] (Streaming Live)
- 2012 : La forza del destino de Verdi (Oper Frankfurt)
- 2013 : Claude de Thierry Escaich, livret de Robert Badinter, (Opéra de Lyon, direction musicale Jérémie Rhorer) (DVD: Bel Air Classiques)
- 2013 : Il trovatore de Giuseppe Verdi (Opéra d’État de Bavière)
- 2013 : Alceste de Christoph Willibald Gluck (Opéra national de Paris, direction musicale: Marc Minkowski)
- 2013 : Aida de Giuseppe Verdi (Opéra national de Paris : Opéra Bastille)[29] (HD Live au Cinéma)
- 2013 : Dialogues des carmélites de Francis Poulenc, texte de Georges Bernanos (théâtre des Champs-Élysées, direction musicale : Jérémie Rhorer) (DVD/Blu-ray: Erato)
- 2013 : Hamlet d'Ambroise Thomas (La Monnaie, direction musicale : Marc Minkowski)
- 2014 : La forza del destino de Giuseppe Verdi (Opéra de Cologne)
- 2015 : Ariane et Barbe-Bleue de Paul Dukas (Opéra national du Rhin)
- 2015 : Pénélope de Gabriel Fauré (Opéra national du Rhin)
- 2015 : Der fliegende Holländer, de Wagner (Theater an der Wien, direction musicale Marc Minkowski)
- 2016 : La Juive de Fromental Halévy (Opéra de Lyon, direction musicale Daniele Rustioni)
- 2016 : Macbeth de Verdi (théâtre de Bâle)
- 2016 : Manon de Jules Massenet (Grand-Théâtre de Genève)
- 2017 : Lohengrin de Wagner (La Monnaie)
- 2017 : Salome de Richard Strauss (Opéra national du Rhin)
- 2019 : La Gioconda de Amilcare Ponchielli (La Monnaie)
- 2020 : La Dame de pique de Piotr Ilitch Tchaïkovski (Opéra de Nice)
- 2021 : Point d'orgue : suite de la La Voix humaine de Francis Poulenc, dont le livret est écrit par Olivier Py sur une musique de Thierry Escaich (Théâtre des Champs-Élysées)
- 2022 : Les Vêpres siciliennes, Deutsche Oper de Berlin
- 2023 : Le Rossignol, Stravinsky / Les Mamelles de Tirésias de Francis Poulenc (théâtre des Champs-Élysées, direction musicale : François-Xavier Roth)
- 2023 : Boris Godounov de Modeste Moussorgski (théâtre du Capitole / théâtre des Champs-Élysées, direction musicale : Andris Poga (en))
- 2023 : Henri VIII, opéra de Camille Saint-Saëns (Théâtre Royal de la Monnaie de Bruxelles)
- 2025 : Peer Gynt, théâtre de Ibsen et musique de Grieg (Théâtre du Châtelet) [30].
- 2025 : Norma (Teatro alla Scala, direction musicale de Fabio Luisi, avec Freddie de Tommaso et Marina Rebeka)

## Œuvres publiées
Tout le théâtre d'Olivier Py est édité chez Actes Sud-Papiers et les éditions Les Solitaires Intempestifs (La nuit au cirque (1992) et Théâtres (1998))
- 1992 : La nuit au cirque, Les Solitaires Intempestifs
- 1995 : La Jeune Fille, le diable et le moulin, L'École des loisirs (collection « Théâtre »)
- 1995 : La Servante, Actes Sud-Papiers
- 1998 : Théâtres, Les Solitaires Intempestifs
- 2000 : Le Visage d’Orphée, Actes Sud-Papiers
- 2000 : Epître aux jeunes acteurs pour que soit rendue la Parole à la Parole, Actes Sud-Papiers (collection « Apprendre »)
- 2001 : L’Exaltation du Labyrinthe, Actes Sud-Papiers
- 2002 : Les Ballades De Miss Knife, Naïve Records
- 2002 : Paradis de tristesse, Actes Sud
- 2003 : L’Inachevé, Bayard (collection « Qui donc est Dieu »)
- 2003 : Jeunesse, Actes Sud-Papiers
- 2004 : Le Vase de parfums, Actes Sud-Papiers
- 2005 : Les Vainqueurs, Actes Sud-Papiers
- 2006 : Illusions comiques, Actes Sud-Papiers
- 2007 : Les Enfants de Saturne, Actes Sud-Papiers
- 2007 : Discours du nouveau directeur de l'Odéon, Actes Sud
- 2008 : L'Orestie d'Eschyle, texte français d'Olivier Py, Actes Sud-Papiers
- 2009 : La Vraie Fiancée, Actes Sud-Papiers (collection Heyoka jeunesse)
- 2011 : Adagio (Mitterrand, le secret et la mort), Actes Sud-Papiers
- 2011 : Le Soleil, Actes Sud-Papiers (collection « Apprendre »)
- 2011 : Roméo et Juliette, Shakespeare, traduction Olivier Py Actes Sud-Papiers
- 2012 : Cultivez votre tempête, Actes Sud-Papiers (collection « Apprendre »)
- 2013 : Les 1001 définitions du Théâtre, Actes Sud-Théâtre (collection « Le temps du théâtre »)
- 2013 : Siegfried, nocturne, Actes Sud (collection « Un Endroit où aller »)
- 2014 : Excelsior, Actes Sud (collection « Domaine français »)
- 2014 : Orlando ou l'impatience, Actes Sud-Papiers
- 2015 : Le Roi Lear, Shakespeare, traduction Olivier Py, Actes-Sud Papiers
- 2015 : Le Cahier noir, roman illustré, Actes-Sud
- 2016 : Les Parisiens, roman, Actes-Sud
- 2020 : Hamlet à l'impératif, Essai, Actes-Sud
- 2021 : Habiter Ouessant , illustration Hervé Inisan, éditions Géorama
- 2022 : Ma jeunesse exaltée, pièce de Théâtre, Acte-Sud
- 2024 : L'Amour Vainqueur, pièce de Théâtre, Actes Sud

## Filmographie
Sauf indication contraire, les informations mentionnées dans cette section peuvent être confirmées par les bases de données cinématographiques  présentes dans la section « Liens externes ».

### Acteur

#### Cinéma
- 1995 : Funny Bones, les drôles de Blackpool de Peter Chelsom
- 1995 : Au petit Marguery de Laurent Bénégui
- 1996 : Chacun cherche son chat de Cédric Klapisch
- 1997 : La Divine Poursuite de Michel Deville
- 1998 : Fin août, début septembre d'Olivier Assayas
- 1999 : Peut-être de Cédric Klapisch
- 1999 : Nos vies heureuses de Jacques Maillot
- 2008 : Le Bruit des gens autour de Diastème
- 2013 : Violette de Martin Provost
- 2023 : Les Secrets de la princesse de Cadignan de Arielle Dombasle : le baron de Nucingen
- 2024 : Le Molière imaginaire de lui-même

#### Courts métrages
- 1989 : Dis-moi oui, dis-moi non de Noémie Lvovsky
- 1995 : 75 centilitres de prière de Jacques Maillot
- 1995 : Corps inflammables de Jacques Maillot
- 2007 : Un éclat de Rodolphe Viémont
- 2012 : Méditerranées d'Olivier Py - Sélection française du Festival international du court métrage de Clermont-Ferrand 2012

#### Télévision
- 1990 : Navarro : Le Cimetière des éléphants
- 1991 : Marche, crève ou rêve de Jean Schmidt
- 1996 : Drôles d'histoires : Casse-casse partie de Gérard Renouf
- 2000 : Les Yeux fermés de lui-même

### Réalisateur
- 2000 : Les Yeux fermés (téléfilm pour Arte)
- 2024 : Le Molière imaginaire

## Distinctions
- Chevalier de la Légion d'honneur
- Officier de l'ordre national du Mérite
- Chevalier de l'ordre des Arts et des Lettres
- Lauréat de la Fondation Beaumarchais
- 1996 : prix Nouveau talent Théâtre SACD
- 2002 : prix du jeune théâtre de l'Académie française
- 2003 : prix Georges-Lerminier du Syndicat de la critique pour Le Soulier de satin
- 2005 : Grand prix de la critique pour Tristan und Isolde et Tannhäuser
- 2016 : prix Trop Virilo[31] pour Les parisiens
- 2016 : prix Transfuge du Meilleur roman français[32] pour son roman Les Parisiens